# Мифсуд Бонничи, Уго
Уго Мифсуд Бонничи (мальт. Ugo Mifsud Bonnici; род. 8 ноября 1932) — мальтийский государственный и политический деятель.

## Политическая карьера
Обучался в Королевском университете Мальты, где получил степень доктора права в 1955 году. Работал юристом в судебной системе Мальты. В 1966 году начал политическую карьеру, избравшись в парламент от Националистической партии, в дальнейшем неизменно становился депутатом Палаты представителей Мальты вплоть до своего решения оставить депутатский корпус в 1994 году. Был активным членом Националистической партии, отвечал в её аппарате за вопросы образования. После победы партии на выборах в 1987 году занял пост министра образования Мальты, который сохранял с изменениями в содержании полномочий вплоть до 1994 года. Президент Мальты в 1994—1999 годах. Известен как автор многочисленных публицистических выступлений в печати.

## Семейные связи
Уго Мифсуд Бонничи происходит из известной в мальтийской политике семьи, члены которой неоднократно занимали самые разные должности в государственном аппарате. Так, сын самого Уго Мифсуда Бонничи, Кармело (р. 1960), является министром юстиции в правительстве Лоренс Гонци, а двоюродный брат — тоже Кармело был премьер-министром.

## Награды
Награды Мальты
| Страна | Дата                          | Награда                                                     | Награда                                                     | Литеры   |
| ------ | ----------------------------- | ----------------------------------------------------------- | ----------------------------------------------------------- | -------- |
| Мальта | 4 апреля 1994 — 4 апреля 1999 | Гроссмейстер и Компаньон Почёта Национального ордена Заслуг | Гроссмейстер и Компаньон Почёта Национального ордена Заслуг | K.U.O.M. |
| Мальта | 4 апреля 1994 — 4 апреля 1999 | Гроссмейстер ордена «На благо Республики»                   | Гроссмейстер ордена «На благо Республики»                   |          |

Награды иностранных государств
| Страна  | Дата вручения    | Награда                                                                                          | Награда                                                                                          | Литеры |
| ------- | ---------------- | ------------------------------------------------------------------------------------------------ | ------------------------------------------------------------------------------------------------ | ------ |
| Ватикан | 1995 —           | Кавалер цепи ордена Пия IX                                                                       | Кавалер цепи ордена Пия IX                                                                       |        |
| Венгрия | 1995 —           | Кавалер Большого креста ордена Заслуг                                                            | Кавалер Большого креста ордена Заслуг                                                            |        |
| Италия  | 16 ноября 1995 — | Кавалер Большого креста декорированного лентой ордена «За заслуги перед Итальянской Республикой» | Кавалер Большого креста декорированного лентой ордена «За заслуги перед Итальянской Республикой» |        |